# Tala (waluta)
Tala – jednostka monetarna Samoa od 1967 roku. Dzieli się na 100 sene.

Banknot 20 talowy